# ケープタウン・シティ・バレエ団
ケープタウン・シティ・バレエ団（Cape Town City Ballet）は、南アフリカのケープタウンに拠点を置くバレエ団である。旧称のCAPABバレエでも知られる。

## 歴史
ケープタウン・シティ・バレエ団の源流は、1934年にダルシー・ハウズが設立したUCTバレエ団である。同団は1950年12月1日のメイナードヴィル野外劇場の杮落とし公演で『レ・シルフィード』を上演したことで知られ、1963年にはメイナードヴィル野外劇場でのバレエ公演の管理を引き継いでいる。南アフリカ政府が国内4州に1つづつバレエ団を立ち上げることを決めたのに伴い、同団はデヴィッド・プールを芸術監督に迎えてCAPABバレエ（Cape Performing Atrs Board、ケープ舞台演劇委員会）に再編された。政府からの芸術に対する資金拠出の恩恵により、アートスケープ・シアター・センターで盛大な公演を60回行った他、グラハムズタウンの1820セトラーズ国立公園劇場やヨハネスブルグの市民劇場、ポート・エリザベスのオペラハウスでツアー公演を行った。しかし、1994年には政府からの資金拠出が停止され、1997年には同団エグゼクティブ・ディレクターで傘下のUCTダンス・スクールのディレクターでもあるエリザベス・トリーガードの主導で非営利団体のケープタウン・シティ・バレエ団となった。

## 著名な団員
- ジョニーボヴァン：元シニア・プリンシパル
- ゲイリー・バーン[6]
- ジョン・クランコ
- リチャード・グラストーン[7][8]
- エドゥアルト・グレイリング：ダンスール・ノーブル
- ヨハン・ヨースト：元プリンシパル
- トレーシー・リー：元シニア・プリンシパル
- ヴェロニカ・ペーパー[9]
- デビッド・プール：後に芸術監督兼バレエマスター
- ダニエル・ライナ：元プリンシパル
- ローラ・ボーゼンバーグ：元プリンシパル
- フィリス・スパイラ：プリマ・バレリーナ・アッソルータ
- フランク・スタッフ[10]
- ブルック・リン・ハイツ：ル・ポールのドラァグ・レース第11シーズン準優勝
- マリエット・オッパーマン：現プリンシパル
- クリステル・パターソン：現プリンシパル

## ゲスト・アーティスト
以下のゲスト・アーティストを客演に迎えている。
- ペトリュス・ボスマン
- デズモンド・ドイル
- トーマス・エドゥール
- マーゴ・フォンテイン
- カルラ・フラッチ
- ベリル・グレイ
- ジョナサン・ケリー
- アッティリオ・ラビス
- ナディア・ネリーナ
- アグネス・オークス
- アレクシス・ラシン
- ウェイン・スリープ
- マイナ・ギールグッド